# Вайсрутенізація
Вайсрутеніза́ція (нім. Weissruthenisation) — умовна і частково прийнята в історіографії назва політики, яку проводила на території генеральної округи Білорутенія (нім. Weissruthenien) німецька окупаційна цивільна адміністрація — Генеральний комісаріат під керівництвом В. Кубе.
На самому початку керування німецькою цивільною адміністрацією Кубе оголосив намір досягти взаєморозуміння з білоруським суспільством на основі впорядкованої господарської діяльності, культурних і політичних поступок та здійснив низку заходів у цьому напрямку. Він намагався показати білоруському народу позитивну перспективу німецької окупації. Несподівано для багатьох дав високий пріоритет розвитку слабкого, як здавалося, національного почуття білорусів, прилюдно визначав Білорусь як життєвий простір білоруського народу. Багато дій на підтримку білоруського національного руху були його власною ініціативою або результатами його довгих зусиль. Задля здобуття кращої політичної підтримки своїх намагань у керівних колах Німеччини виставив ідею про нордичне походження білорусів (поч. 1943). Зокрема, видав тимчасову інструкцію з обов'язкової семирічної шкільної освіти (10 вересня 1941), звернення «До жителів Білорусі!» (22 вересня 1941), сприяв діяльності Білоруської народної самодопомоги (БНС), створенню Білоруського корпусу самооборони, відкриттю медичного інституту у Могильові (13 травня 1943), декрету про приватизацію землі (3 червня 1943), заснуванню Союзу білоруської молоді (СБМ) (22 червня 1943), підтримував заходи щодо білорусизації церковного життя.